# Entre dos helechos: La película
Entre dos helechos: La película es una película estadounidense de 2019 de comedia, road movie y falso documental la película esta dirigida por Scott Aukerman y protagonizado por Zach Galifianakis que actúa como un spin-off de la serie web Entre dos helechos. La película fue estrenada el 20 de septiembre de 2019 por Netflix.

## Sinopsis
Zach Galifianakis "soñaba con convertirse en una estrella". Pero cuando Will Ferrell descubrió su programa de televisión de acceso público Entre dos helechos y lo subió a Funny or Die, Zach se convirtió en el hazmerreír viral. Después de un incidente en su estudio, Will Ferrell le ofrece la oportunidad de convertirse en presentador de un programa de televisión si completa las entrevistas restantes en Between Two Ferns. Ahora Zach y su equipo están viajando por carretera para grabar una serie de entrevistas con celebridades de alto perfil y restaurar su reputación.

## Reparto
- Zach Galifianakis como él mismo
- Lauren Lapkus como Carol Hunch
- Ryan Gaul como Cameron "Cam" Campbell
- Jiavani Linayao como "Boom Boom" De Laurentis
- Edi Patterson como Shirl Clarts
- Rekha Shankar como Gaya
- Mary Scheer como Frannie Scheindlin
- Mary Holanda como Gerri Plop
- Mate Besser como Mike Burcho
- Phil Hendrie como Bill Yum
- Paul Enmohece como Eugene Tennyson
- A. D. Miles como Michael
- Blake Clark como Earl Canderton
- Paul F. Tompkins como Burnt Millipede
- Demi Adejuyigbe como DJ Fwap
- Mandell Maughan como Nic Jeffries

### Como ellos mismos
- Awkwafina
- Chance the Rapper
- John Cho
- Benedict Cumberbatch
- Peter Dinklage
- Will Ferrell
- Gal Gadot
- Tiffany Haddish
- Jon Hamm
- Rashida Jones
- Brie Larson
- John Legend
- David Letterman
- Matthew McConaughey
- Keanu Reeves
- Paul Rudd
- Jason Schwartzman
- Adam Scott
- Hailee Steinfeld
- Michael Cera
- Chrissy Teigen
- Tessa Thompson
- Phoebe Bridgers
- Matt Berninger
- Walter Martin
- Bruce Willis

## Producción
El 23 de mayo de 2019, Funny or Die anunció que haría una versión cinematográfica de Between Two Ferns con Zach Galifianakis para Netflix. La película fue dirigida por Scott Aukerman, cocreador de la serie original, y producida por Aukerman, Galifianakis, Caitlin Daley y Mike Farah. El 17 de junio de 2019, se informó que Ryan Gaul, Lauren Lapkus y Jiavani Linayao formaban parte del elenco junto a Galifianakis.
Varias ideas para Entre dos helechos: la película que se le ocurrió a Galifianakis y que posteriormente descartó al principio del desarrollo se utilizaron en su programa Baskets.
Aukerman citó varias otras películas de falso documental como inspiración, incluidas This Is Spinal Tap, Borat y Popstar: Never Stop Never Stopping.

## Lanzamiento
El 3 de septiembre de 2019 se lanzó el primer tráiler de la película.
La película se estrenó el 20 de septiembre de 2019 en Netflix.

## Recepción
En el sitio web del agregador de reseñas Rotten Tomatoes, la película tiene un índice de aprobación del 74% basado en 58 reseñas, con un promedio ponderado de 6.55/10. El consenso crítico del sitio web dice: "Entre dos helechos: La película muestra la tensión de estirar una serie de cortometrajes web hasta la longitud de un largometraje, pero aún así debería satisfacer a los fanáticos del material original". En Metacritic, la película tiene un puntaje promedio ponderado de 59 sobre 100, basado en 13 críticos, lo que indica "críticas mixtas o promedio".
Nick Allen de RogerEbert.com le dio a la película 3 1/2 de 4 estrellas, diciendo que "toma lo que hizo que la serie fuera tan extremadamente divertida y la expande amorosamente en una película, de una manera que haría que todos esos sábados por la noche de los 90 Películas en vivo envidiosas". Escribiendo para The A.V. Club, William Hughes le dio a la película una B, elogiando su humor pero con la crítica ligeramente apagada de que "algo del veneno original y emocionante del atractivo del programa termina un poco diluido en el camino".

## Premios
Scott Aukerman, Zach Galifianakis, Mike Farah, Caitlin Daley y Corinne Eckart fueron nominados para un Premio Primetime Emmy 2020 en la categoría Serie de variedades de formato corto sobresaliente por Entre dos helechos: La película, Sorta Uncut Interviews, que consta de entrevistas sin cortes de la película con David Letterman, Paul Rudd, Awkwafina, Benedict Cumberbatch, Brie Larson, Keanu Reeves, Hailee Steinfeld y Adam Scott estrenada en el canal de YouTube Netflix Is A Joke y en FunnyOrDie.com.